# Mortimer Collins
Mortimer Collins (właśc. Edward James Mortimer Collins, ur. 29 czerwca 1827, zm. 28 lipca 1876) – pisarz i poeta angielski epoki wiktoriańskiej. Napisał między innymi wieloczęściowy poemat A Poet's Philosophy (Filozofia poety}. Warto wspomnieć również wiersz To my wife z akrostychem Frances Collins.